# La cantante callejera
La cantante callejera (en francés, La Chanteuse de rue) es un óleo sobre lienzo realizado por Édouard Manet en 1862.
La idea de este cuadro le vino a Manet al ver a una mujer que salía de un cabaret llevando una guitarra. Manet pidió a la cantante que posara para él, pero ésta rechazó la proposición, por lo que finalmente la retratada fue la modelo favorita de Manet de la época, Victorine Meurent.
La obra es una de una serie de composiciones de una sola figura que Manet pintó en la década de 1860 en las que representó "tipos" contemporáneos a tamaño  natural, rompiendo la convención tradicional de que estos temas de género humildes se pintaran a pequeña escala. Manet representó a una joven cantante callejera con un vestido contemporáneo a la moda saliendo de un cabaret por la noche, sujetando una guitarra contra el costado mientras come unas cerezas.
Actualmente se encuentra expuesto en el Museo de Bellas Artes (Boston), al que fue donado en 1966.